# Баймаганбетов, Серик Нуртаевич
Серик Нуртаевич Баймаганбетов (каз. Серік Нұртайұлы Баймағанбетов, род. 8 сентября 1958, Кзылту, Кокчетавская область) — советский, казахстанский юрист, кандидат юридических наук; министр внутренних дел Республики Казахстан (2009—2011), председатель комитета таможенного контроля Министерства финансов РК (2011—2012).

## Биография
Родился 8 сентября 1958 года в посёлке Кзылту Кокчетавской области. В 1980 году окончил юридический факультет Московского университета; в 1984 — адъюнктуру Академии МВД СССР.
В 1980—1981 и 1984—1990 годы преподавал на кафедре уголовного права и криминологии Карагандинской высшей школы МВД СССР (преподаватель, старший преподаватель, доцент). В 1990—1992 годы — ведущий научный сотрудник Казахстанского отдела изучения проблем борьбы с преступностью ВНИИ МВД СССР.
В 1992—2007 годы работал:

в Администрации Президента:
- 1992—1994 — в Отделе правоохранительных органов (референт, старший референт, заведующий сектором);
- 1994—1996 — в Отделе законодательных инициатив и правовой экспертизы (заместитель заведующего), в Отделе обеспечения законности, правопорядка и судебной реформы (заместитель заведующего);
- ноябрь 1999 — январь 2001 — в Государственно-правовом отделе (заместитель заведующего);
- 4.5.2006 — 27.8.2007 — в Отделе по вопросам правоохранительной и судебной систем (заведующий);

в органах исполнительной власти Республики Казахстан:
- 1996—1999 — в Совете Безопасности (заместитель секретаря, с декабря 1997 по ноябрь 1999 одновременно — заведующий секретариатом);
- январь 2001 — 27.6.2003 — вице-министр внутренних дел; 11.12.2001 присвоено звание генерал-майора внутренней службы;
- 27.6.2003 — 12.4.2005 — вице-министр юстиции;
- 12.4.2005 — 4.5.2006 — в Агентстве по борьбе с экономической и коррупционной преступностью (финансовая полиция; заместитель председателя).

На выборах 2007 года по списку партии «Нур Отан» был избран депутатом Мажилиса парламента Казахстана IV созыва (полномочия с 27.8.2007); являлся председателем Комитета по законодательству и судебно-правовой реформе (с 2.9.2007), руководителем секции по законодательству, судебно-правовой реформе, обороне и безопасности Общественной палаты при Мажилисе парламента Казахстана (20.11.2007 — 2009). Одновременно (с 21.11.2008) состоял членом Высшего судебного совета Республики Казахстан .
Со 2 апреля 2009 по апрель 2011 года — министр внутренних дел.

## Взятка с поличным
С 6 мая 2011 года — председатель Комитета таможенного контроля Министерства финансов.
3 февраля 2012 года был задержан за получение взятки, 5 февраля арестован с санкции Сарыаркинского районного суда Астаны.
8 января 2013 года осуждён по статье 311 часть 5 УК РК (получение взятки в особо крупном размере — $80 тыс.), назначено наказание в виде лишения свободы на 10 лет с конфискацией имущества и отбыванием срока в колонии строгого режима. Вины не признал; отбывал наказание в учреждениях АК 159/6 и АК 159/1 Департамента уголовно-исполнительной системы по Карагандинской области. В 2013 и 2014 годах в исправительной колонии подвергался пыткам и унижениям. Позже указом президента Казахстана о помиловании срок отбывания наказания был сокращён до 5 лет.
19 февраля 2015 года постановлением Казыбекбийского районного суда города Караганды освобождён условно-досрочно. В заключении провел 3 года и 16 дней.

### Семья
Женат;
- дочь[5][9].

## Награды
- Орден «Құрмет» (2007)
- Медаль «10 лет Астане» (2008)[1].

## Комментарии
1. ↑  Ныне — Кишкенеколь, районный центр в Северо-Казахстанской области.